# Johan Heijm
Johan Hendricus Heijm (ur. 16 listopada 1904 w Amsterdamie, zm. 13 marca 1990 także) – holenderski zapaśnik walczący w stylu klasycznym. Olimpijczyk z Amsterdamu 1928, gdzie zajął ósme miejsce w wadze lekkociężkiej.

## Turniej wAmsterdamie 1928
| Konkurencja            | Walki                  | Walki              | Walki              | Klas. końcowa |
| Konkurencja            | Przeciwnik I           | Przeciwnik II      | Przeciwnik III     | Miejsce       |
| ---------------------- | ---------------------- | ------------------ | ------------------ | ------------- |
| 82,5 kg styl klasyczny | Robert Gaupset (NOR) P | Max Studer (SUI) Z | Otto Pohla (EST) P | 8.            |